# Binz (Besetzung)

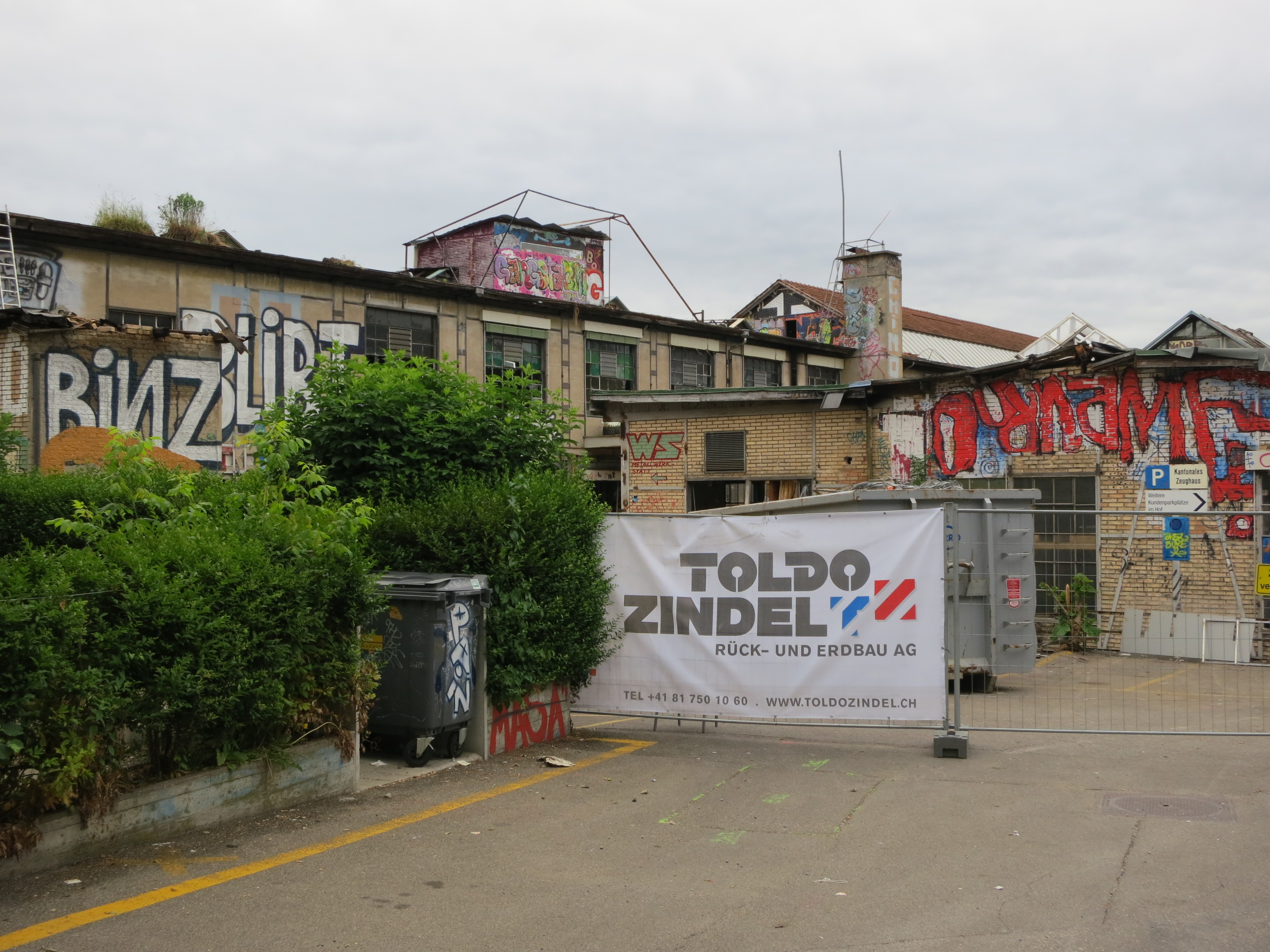
Binz blibt

Die Binz war ein von 2006 bis 2013 besetztes ehemaliges Fabrikgebäude im gleichnamigen Industriequartier im Zürcher Stadtkreis Wiedikon. Aufgrund der Grösse des besetzten Areals und der Dauer der Besetzung über sieben Jahre, auch angesichts mehrerer verstrichener Räumungsfristen, war die Binz immer wieder Gegenstand von politischen Debatten und Medienberichten. Heute befinden sich dort in einer neuen Überbauung Wohnungen für Studierende und Personal des Universitätsspitals.

## Charakterisierung

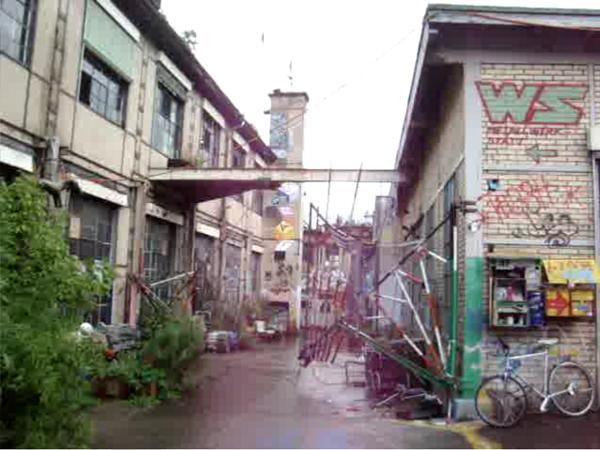
Teilansicht der besetzten Binz im August 2010.

Die Binz, ein mehrteiliges Fabriksgebäude mit grossen Hallen, befindet sich in der Üetlibergstrasse 111/111a und war seit Mai 2006 besetzt. Die Besetzer verstanden sich als „Kultur- und Wohnkollektiv“. In einem Zeitungsinterview 2009 fasste ein Besetzer dies wie folgt zusammen: „Vor drei Jahren entschieden wir uns, hier einzuziehen. Nicht primär, um gratis zu leben, sondern weil wir ein selbstverwaltetes Kultur- und Wohnprojekt erschaffen wollten.“ Ähnlich der Roten Fabrik solle die Binz „ein Ort sein, in dem Kultur nicht konsumiert, sondern unter Mitwirkung der Besucher geschaffen würde.“
Etwa 40 Personen wohnten in sieben, rund um Küchen und Wohn-„Zimmer“ angeordnete, kleineren Wohngemeinschaften zu jeweils etwa fünf Personen. Hinter dem Fabriksgebäude standen zudem mehrere bewohnte Wohnwägen (vgl. Wagenplatz). Das Zusammenleben ist nicht hierarchisch oder nach Plänen organisiert und gegliedert. Fixpunkt seien jedoch regelmässige Sitzungen, bei denen so lange diskutiert wurde, bis ein Konsens erreicht war – ohne Abstimmungen, bei denen nach Mehrheiten vorgegangen wird. Dass dies funktioniert, dafür sei das mehrjährige Bestehen „der beste Beweis“, so ein Besetzer. Die „Familie Schoch“ bestand laut Eigenangaben zum Teil auch aus Personen, die sich Mietwohnungen durchaus leisten könnten, doch haben viele die Wohnform Besetzung rein aus politischen und gesellschaftskritischen Gründen gewählt.
Weitere etwa 100 Personen arbeiteten regelmässig in der Binz an Projekten. Das Areal diente Film- und Theatergruppen als Probe- und Aufführungsort und verfügte über mehrere Werkstätten, wo unter anderem Kulissen für Theaterstücke oder Kunstaktionen gebaut wurden. Regelmässig wurden in einem eigenen Saal Konzerte und Partys veranstaltet, ebenso regelmässig wurde zu Volxküchen eingeladen. Auch abgesehen von diesen Terminen und Aktivitätsmöglichkeiten stellte die Binz, die unter anderem auch über einen Sportraum, eine Kletterwand, Gärten und über fünf Sonnenterrassen verfügte, einen beliebten Treffpunkt von Alternativen zur Freizeitgestaltung dar und war Schauplatz verschiedener weiterer Aktivitäten und Initiativen, die schlicht und einfach Raum benötigen.

## Geschichte

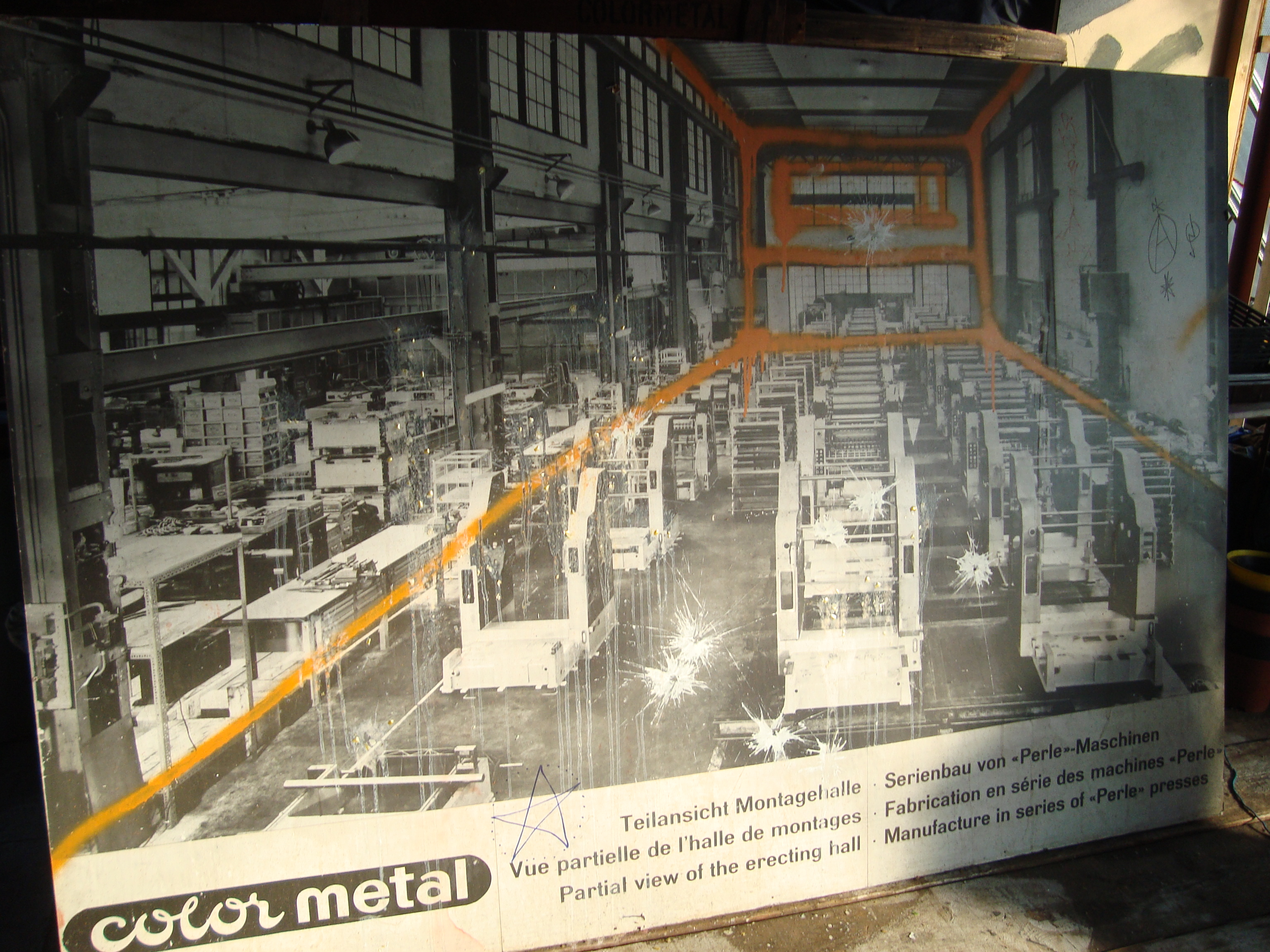
(Bemalte) Schautafel der Color Metal AG am Dachboden der Binz.

Die 1894 erbauten Fabrikshallen der Color Metal AG wurden 1983 von der Stadt Zürich erworben. Diese wollte auf dem Areal ein Mehrzweckgebäude für verschiedene städtische und kantonale Administrations- und Verwaltungstätigkeiten sowie ein Bezirksgefängnis vor. Diese Vorhaben scheiterten an baurechtlichen Einschränkungen. In der Folge wurde das Areal für Zwischennutzungen vermietet, stand aber Anfang 2006 wieder leer, da die Stadt nun einen provisorischen Freestylepark einrichten wollte. Im Mai 2006 wurde der Gebäudekomplex schliesslich von einer Gruppe besetzt. Das städtische Freestyle-Projekt wurde 2007 aufgrund von Einsprachen eines Nachbars im Baurechtsverfahren aufgegeben.
In der Zwischenzeit unterzeichnete die Stadt Zürich mit den Besetzern einen Gebrauchsleihevertrag, der drei Jahre, bis Juni 2009, ein „gutes Miteinander“ der Besetzer und der Stadt erlaubte. Im April 2009 übergab die Stadt die Zuständigkeit und Verantwortung über das Areal an den Kanton Zürich. Dieser kündigte kurz darauf den Abriss des Areals per 1. Juli 2009 an, versicherte aber in persönlichen Gesprächen mit den Besetzern, dass diese frühestens im September oder Oktober beginnen würden. Der Abrisstermin wurde im Zuge einer Überarbeitung der Pläne für das Grundstück, das möglichst rasch Altlastensaniert und an einen Bauträger verkauft werden sollte, weiter verschoben. Ein Abriss wurde nun nicht mehr als unbedingte Notwendigkeit betrachtet, zuerst solle ermittelt werden, in welchem Umfang eine Altlastensanierung notwendig wäre. Man einigte sich mit den Besetzern darauf, die Besetzung unter gewissen Bedingungen weiter zu dulden:
- keine Behinderung der Sondierarbeiten (für die Altlastensanierung nötig)
- Räumung des Areals per 1. August 2010
- Bereitstellung einer „Sicherheitsleistung“ von 20'000 Franken für die im Zuge der Räumung notwendige Entsorgung des „Sperrmülls“

Die Besetzer willigten, mit Ausnahme des Räumungstermins, der ihrer Ansicht nach erst nach den Sondierungsarbeiten besprochen werden soll, ein, und boten an, das Geld bis Ende 2009 aufzutreiben. In der Folge erhielten sie eine dringliche Zahlungsaufforderung, das Geld bis Ende September 2009 zu überweisen, andernfalls würde umgehend geräumt. Die Aufforderung, 20'000 Franken für etwaige Aufräumungskosten ohne eindeutige rechtliche Grundlage zu überweisen, obwohl das Areal zum Zeitpunkt der Besetzung noch zahlreiche Maschinen, Fahrzeuge und Materialien beinhaltete, wurde von den Besetzern zwar kritisch gesehen, doch kamen sie dieser Aufforderung – auf ihre eigene Weise – nach. Am 28. September brachten sie in acht Schubkarren 400'000 Fünf-Rappen-Stücke in einer medienwirksamen Aktion zur Bank. Die langwierige Zählung ergab, dass es sogar 209 Münzen zu viel waren – schliesslich sollte den Besetzern eine „Zählgebühr“ von 2.500 Franken verrechnet werden, was diese aber verweigerten.
Auch mit anderen Protestaktionen, wie etwa dem Aufhängen eines überdimensionalen Transparentes mit der Aufschrift „Binz bleibt Binz“ am Zürcher Stadthaus sowie der Errichtung einer Skulptur vor dem Kunsthaus im Juli 2009, versuchen die Besetzer besonders seit dem Sommer 2009 immer wieder öffentlich Aufmerksamkeit zu erregen. Ebenfalls im Sommer 2009 wurde die Website binzbleibtbinz.ch eingerichtet, die heute nicht mehr online ist.
In der Nacht auf den 3. März 2013 kam es nach einer illegalen Party zu einer unbewilligten Kundgebung gegen die geplante Räumung des besetzten Binz-Areals in Zürich Wiedikon. Kurz nach 23 Uhr am Samstagabend forderten die Veranstalter der Party die Gäste auf, zu einer Kundgebung gegen die Räumung auf die Strasse zu gehen. Die Situation eskalierte bei einem Umzug in die Innenstadt. Die Polizei ging mit Tränengas, Gummischrot und Wasserwerfern gegen die Demonstranten vor. Bei den Krawallen entstand grosser Sachschaden und es wurden drei Geschäfte geplündert (zwei Coop Filialen in der Uetlibergstrasse und der Langstrasse, sowie eine Bäckerei an der SZU Haltestelle Binz). Der Zürcher Polizeivorsteher Daniel Leupi bezeichnete in einem Communiqué den Gewalt- und Zerstörungszug als kriminell; die Binz-Aktivisten hätten sich damit mehr als diskreditiert. Die Schäden im Verlauf der Ausschreitungen wurden von der Stadt-Polizei Zürich auf etwa eine Million Franken geschätzt. In den geplünderten Geschäften wurden Waren im Wert von 75.000 Franken gestohlen.
Die Besetzung endete am 30. Mai 2013. Die Besetzer verliessen das Areal aufgrund einer Räumungsdrohung der Stadtbehörden freiwillig. Ein Teil der Bewohner zog weiter auf das besetzte Kochareal.
Nach der Räumung und Freimachung des Geländes wurde das Areal der Basler Stiftung Abendrot im Baurecht übergeben, das dort 2018 insgesamt 272 Studios und 40 WG-Wohnungen, ein Restaurant mit Bar, Ateliers und Gemeinschaftsräume für Studierende sowie Spitalpersonal errichtete.